# Abraham Bloteling

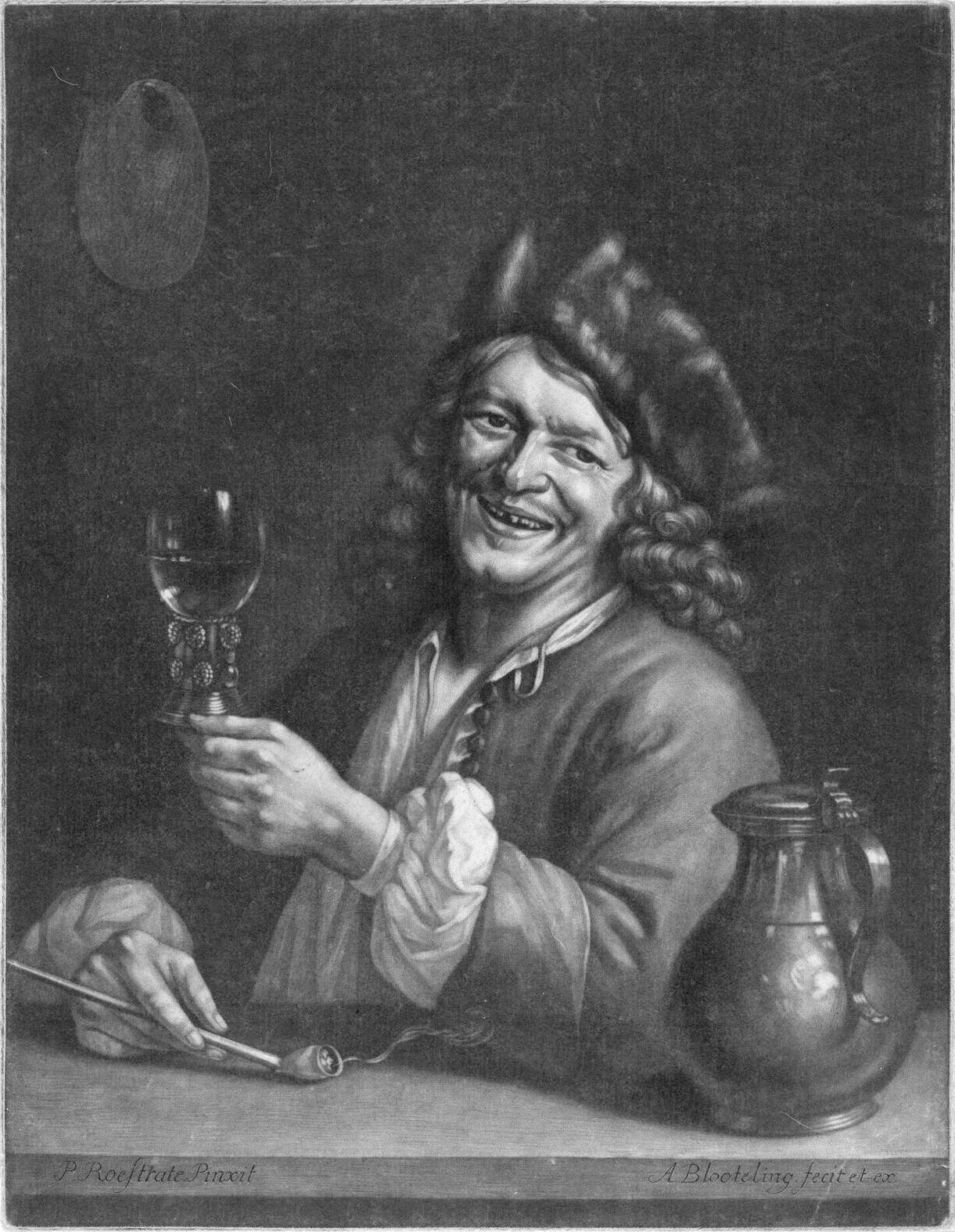
Ritratto di Pieter Gerritsz van Roestraeten

Abraham Bloteling, o Blooteling o Blootelingh o Blotelingh o Blootcling (Amsterdam, 2 dicembre 1640  (battezzato) – Amsterdam, 20 gennaio 1690  (sepolto)), è stato un incisore, disegnatore, editore, pittore miniaturista e copista olandese del secolo d'oro.

## Biografia

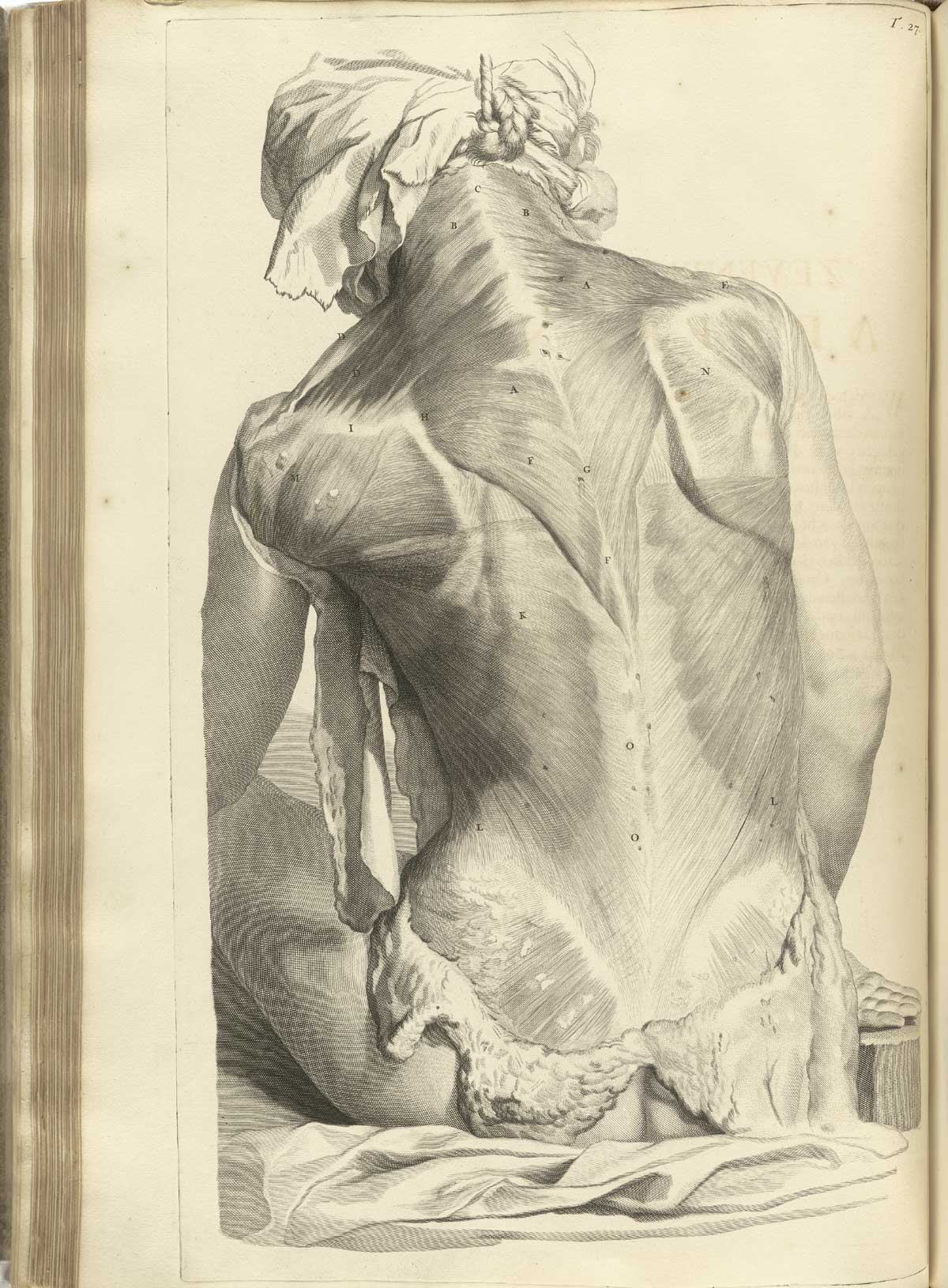
Incisione dallAnatomia humani corporis di Govert Bidloo, da un disegno di Gérard de Lairesse (1685)

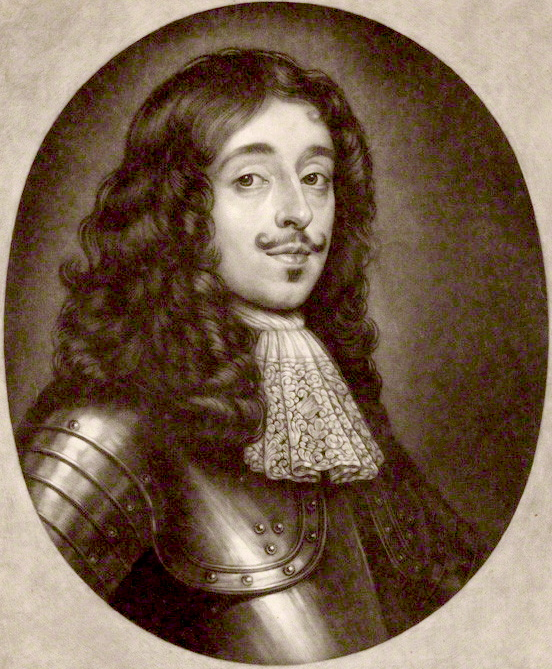
Ritratto di Charles Stanley, VIII conte di Derby

Figlio di Abraham Bloteling di Delft e di Geertruyt Jacobsdr van Oosterwijck, fu allievo di Cornelis van Dalen I, di cui fu l'unico erede. Secondo il van der Aa, invece, studiò presso Nicolaes Visscher. Rimase celibe, mentre sua sorella Maria sposò l'incisore Gerard Valck.  Operò ad Amsterdam dal 1655 al 1672. Probabilmente per l'invasione dei francesi in Olanda, il 24 dicembre 1672 partì per Londra con Gerard Valck e col suo allievo Johannes Munnickhuysen per l'interessamento di David Loggan, rimanendovi fino al 1678. Probabilmente in questo periodo gli artisti viaggiarono avanti e indietro tra le due città. In Inghilterra realizzò vari ritratti a personaggi illustri, tra cui Henry Howard, VII duca di Norfolk, per cui ricevette una paga di 600 fiorini. Ritornò in patria portando con sé dipinti e disegni di artisti illustri come Peter Paul Rubens, Antoon van Dyck, Frans van Mieris il Vecchio, Bartholomeus van der Helst, Philips Wouwerman e Salomon van Ruysdael, di cui incise un dipinto rappresentante il cimitero ebraico. Il 18 settembre 1678 è documentata la presenza di Bloteling ad Amsterdam, come padrino della figlia della sorella Maria. Il 29 aprile 1684 con il cognato Valck richiese agli Stati d'Olanda un privilegio per poter realizzare stampe e mappe. Nel 1685 pubblicò I gioielli di Leonardo Agostini, realizzandone tutte le illustrazioni. Rimase nella sua città natale fino alla morte. Fu sepolto nella Nieuwezijds Kapel ad Amsterdam.
Si dedicò soprattutto alla rappresentazione di soggetti di genere e storici ed eseguì ritratti. È noto per il suo contributo allo sviluppo della tecnica della maniera nera con l'invenzione dell'uso del pettine (berceau, in francese o rocker, in inglese), che perfezionò durante il suo soggiorno a Londra. Questa tecnica riscosse un grande successo in Inghilterra tanto da essere chiamata maniera inglese. Bloteling l'utilizzò sistematicamente per ottenere la brillantezza e la varietà di effetti desiderati, già dal 1671, anno in cui realizzò i due piccoli ritratti di Erasmo e Frobenius, forse sotto la direzione di Wallerant Vaillant. Secondo Houbraken, infatti, il segreto della maniera nera fu rivelato sotto ricatto da un apprendista del Vaillant. Quindi, gli avanzamenti tecnici in quest'arte non principiarono probabilmente a Londra, quanto piuttosto a Parigi o Amsterdam e furono portati in Inghilterra dagli artisti olandesi che ivi si trasferirono a causa dell'invasione francese, come Paul e Jan van Somer, Gerard Valck e lo stesso Bloteling. Questi eseguì anche acqueforti.
Collaborò col cognato, con David Loggan, Peter Schenk e in seguito col figlio di quest'ultimo, Leonard Schenck.
Furono suoi allievi Johannes Munnickhuysen e Abraham van der Wenne.

## Opere
- Ritratto di Pieter Gerritsz van Roestraeten, incisione (maniera nera) con inscrizione in basso a sinistra P Roestrate Pinxit e in basso a destra A Blooteling. fecit et ex., 27,4 x 21,4 cm, 1660-1690, Museo Boijmans Van Beuningen, Rotterdam
- Serie di incisione dall'Anatomia humani corporis di Govert Bidloo, da disegni di Gérard de Lairesse, 1685[9]
- Ritratto di Abraham Heidanus, incisione da Jan Andrea Lievens, 1672[10]
- Ritratto di Charles Stanley, VIII conte di Derby, incisione[11]
- Cerere, incisione (maniera nera), 16,19 x 13,49 cm, 1676, County Museum of Art, Los Angeles[12]
- Veduta di Huis Honselaarsdijk, incisione da disegno di Abraham Begeyn, 1683 circa[13]
- Ritratto dell'ammiraglio Jan Evertsen, incisione da Hendrick Berckman, 42,7 x 34,1 cm, 1665-1672, Philadelphia Museum of Art, Filadelfia[14]
- Ritratto dell'ammiraglio Auke Stellingwerf, incisione, 1667 circa, Fries Scheepvaart Museum, Sneek[15]
- Ritratto di Thomas Belasyse, primo visconte di Fauconberg, incisione, 1676[16]
- Ritratto di Caterina di Braganza, incisione (maniera nera) da Peter Lely, 295 × 220 mm, 1672[17]
- Ritratto di re Guglielmo III d'Inghilterra, incisione[18]
- Ritratto di Govert Flinck, incisione da Gerard Pietersz van Zijl con versi di Joost van den Vondel, 28,6 cm x 20,9 cm, 1670-1680, Collectie Stadsarchief, Amsterdam[19]